# Razorback Mountain (Niut Range)
Razorback Mountain är ett berg i Kanada.   Det ligger i provinsen British Columbia, i den sydvästra delen av landet, 3 600 km väster om huvudstaden Ottawa. Toppen på Razorback Mountain är 3 183 meter över havet.
Terrängen runt Razorback Mountain är bergig åt sydväst, men åt nordost är den kuperad. Razorback Mountain är den högsta punkten i trakten. Trakten runt Razorback Mountain är nära nog obefolkad, med mindre än två invånare per kvadratkilometer.. Det finns inga samhällen i närheten.
Trakten runt Razorback Mountain består i huvudsak av gräsmarker.